# Provincia de Corongo
La provincia de Corongo es una de las veinte que conforman el departamento de Áncash en el Perú. Limita al norte con la provincia de Pallasca, al este con la provincia de Sihuas, al sur con la provincia de Huaylas y al oeste con la provincia del Santa.

## Etimología
«Para entonces, dice Iván Rodríguez en Corongo en sus 65 años (inserto en Corongo[...](2008) de Lucio Pinedo) el territorio actual de Corongo estuvo poblado por el pueblo altivo de los koriyungas, estos ya habían construido Koringuimarca, una concentración humana de mucha importancia». Aquí se encuentra la pista etimológica de la voz Corongo (que deriva de los términos de runasimi Qori = oro; Yunka = lugar templado) queriendo decir 'lugar templado que produce oro'. 
Cabe otra alternativa etimológica: quri = oro; unquy = enfermedad. Pudiéndose deducir que corongo ( ← quri unquy) se refiera a la enfermedad provocada por el oro; cuyo recojo, extracción y procesamiento conllevaba elementos venenosos que ocasionaban quebranto de salud y mortandad.

## Historia
Durante la extensión del Imperio de los incas, en la segunda mitad del siglo XV, el territorio de los koriyungas
fue absorbido por el Estado de los qosqorunas después de una guerra cruel sometieron a la confederación de los conchucos, huaras y piscopampas. escribe Garcilaso de la Vega en Comentarios reales.
Con la llegada de los españoles, Corongo ingresa a una historia escrita —por los cronistas— donde consta que de norte a sur pasaron Hernando Pizarro, luego su hermano paterno Francisco Pizarro. Por los años 1560, se hacen presente los agustinos, quienes «entran a predicar a los seis mayores pueblos: San Juan de Pallasca, Santo Domingo de Tauca, Santiago apóstol de Cabana, San Pedro de Corongo, San Agustín de Huandoval y San Pedro y San Pablo de Piscobamba» tal como escribe Arcángel de la Cruz en «Corongo...» (2008).

### Creación política
Por ley del 21 de febrero de 1861, se divide la provincia de Pallasca en dos: una con este nombre y otra con el apelativo de provincia de Corongo, siendo capital la ciudad de Corongo.
Esta división de 2.º nivel, engloba distritos que integraban la provincia de Pallasca. Estos son los mismos distritos que aparecen líneas arriba.
Por Ley n.º 9821 del 26-01-1943 se nombra como provincia. Algo llamativo, Corongo es una provincia que conserva sus distritos desde su creación, pues en Áncash hay una dinámica intensa y frecuente de fragmentación intraprovincial e intradistrital.

## División administrativa
Esta provincia se divide en siete distritos:
- Corongo
- Aco
- Bambas
- Cusca
- La Pampa
- Yánac
- Yupán

## Diversas jerarquías del poblado de Corongo
- Por ley de 28 de octubre de 1845, adquiere rango de villa.
- Por ley que desaparece la provincia de Conchucos, el 21 de febrero de 1861, Corongo es capital de la provincia de Pallasca.
- Según ley del 4 de noviembre de 1887, adquiere categoría de ciudad.
- La ley de 30 de octubre de 1901 dispone el despojo de la capital provincial a favor de Cabana.
- La Ley 9821, del 26 de enero de 1943, reivindica su jerarquía de capital de provincia.

## Autoridades

### Regionales
- Consejero regional
  - 2019-2022:[2] Alfredo Efraín Salinas Gonzales (Movimiento Regional El Maicito)

### Municipales
- 2019-2022[2]
  - Alcalde: Ascario Wilman Ponce Velázquez, del Movimiento Regional Ande - Mar.
  - Regidores:

  1. Weder Rossmel Huaranga Torres (Movimiento Regional Ande - Mar)
  2. Javier Moisés López Cabello (Movimiento Regional Ande - Mar)
  3. Levine Luis Rosales Terrones (Movimiento Regional Ande - Mar)
  4. Gudelia Sandra Candamo Rosales (Movimiento Regional Ande - Mar)
  5. Florencio Francisco Pinedo Cerna (Juntos por el Perú)

## Cultura popular
- Fiesta Patronal San Pedro (junio en Corongo y Cusca)
- Panatahuas
- Pallas de Corongo: Danza que se ha declarado patrimonio cultural de la humanidad, a través de una resolución de la Unesco.
- Shajshas
- Coronguilandia
- Los Inkas de Cusca
- Las Huanchacas de Bambas
- Los Indios de Yupán
- Fiesta Patronal San Pablo (octubre en Yupán)

### Educación y tradiciones
Gran parte de la población habla el idioma quechua, por lo que desde 1985, se ha implementado la educación intercultural bilingüe.
Se mantiene la tradición precolombina, conocida como juez de aguas, por la cual anualmente un ciudadano o ciudadana asume este cargo, cuya función es la distribución del agua, en forma racional y equitativa, para el riego de sus chacras. También la Unesco la ha reconocido como patrimonio cultural de la humanidad.

## Festividades
- Festividades por año nuevo (1 de enero)
- Día de los Tres Reyes (6 de enero)
- Relimpias de Acequias (7 y 8 de enero)
- Carnavales (febrero)
- San José (19 de marzo)
- Semana Santa
- Fiesta de las Cruces (1.º de mayo)
- Fiesta Patronal San Pedro (27 de junio al 4 de julio)
- Exaltación de la Santa Cruz (12-17 de septiembre)
- San Francisco de Asís, el Añamarino (4-7 de octubre)
- Navidad (24-25 de diciembre)